# 洛德韦克·沃尔切尔
洛德韦克·沃尔切尔（荷蘭語：Lodewijk Woltjer，1930年4月26日—2019年8月25日），荷兰天文学家，他是天文学家扬·沃尔切尔的儿子。

## 生平
沃尔切尔就读于莱顿大学，1957年获得了天文学博士学位，导师是扬·奥尔特，博士论文的主题是蟹状星云。之后，他在几所美国大学从事博士后研究，并成为了莱顿大学理论天体物理和等离子体物理教授。1964年至1974年，他担任哥伦比亚大学的卢瑟福天文学教授和天文系的主席。1975年至1987年，他是欧洲南方天文台（ESO）的总干事的，其间，他启动了甚大望远镜的建设。1994年至1997年，他担任了国际天文联合会的主席。 
他是天文学和天体物理学评论的第一位主编；也是天文期刊的编辑（1967年至1974年）。

## 奖项和荣誉
1987年，沃尔切尔获得了卡尔·史瓦西奖章。
沃尔切尔当选了欧洲许多国家的科学院院士，包括比利时、英国、荷兰、法国和瑞典。